# Raffaello Leonardo
Raffaello Leonardo, född den 1 maj 1973 i Neapel i Italien, är en italiensk roddare.
Han tog OS-brons i fyra utan styrman i samband med de olympiska roddtävlingarna 2004 i Aten.